# Premio Internacional Gairdner de Canadá
El Premio Internacional Gairdner de Canadá  es un galardón científico que entrega la Fundación Gairdner en Toronto, Canadá en el campo de la investigación científica. Se entrega de forma anual desde 1959 a aquellos que han contribuido o realizado descubrimientos de importancia en el campo de la medicina.
En 2009 el galardón se renombra a su denominación actual. Previamente se conocía como Gairdner Foundation International Award. Desde entonces el premio va acompañado de una dotación económica de 100.000 dólares canadienses. 
El premio tiene forma de escultura y es uno de los más destacados del mundo de la biomedicina. Hasta 2011 fueron 75 los galardonados con el Premio Internacional Canadá Gairdner, de los cuales la cuarta parte recibiría más tarde el Premio Nobel. El año en el que recibieron el Premio Nobel se encuentra entre paréntesis.

## Galardonados[1]
- 1959: Wilfred Gordon Bigelow, William D. M. Paton, Charles Ragan, Harry M. Rose, Eleanor Zaimis Alfred Blalock, Helen B. Taussig
- 1960: Joshua H. Burn, John Heysham Gibbon, William F. Hamilton, John McMichael, Karl Friedrich Meyer, Arnold Rice Rich
- 1961: Russell Brock, Alan C. Burton, Ulf von Euler (premio Nobel 1970), Alexander B. Gutman, Jonas H. Kellgren
- 1962: Albert Coons, Clarence Crafoord, Francis Crick (1962), Henry G. Kunkel, Stanley J. Sarnoff
- 1963: Murray L. Barr, Eric G. L. Bywaters, Jacques Genest, Pierre Grabar, Clarence Walton Lillehei, Irvine H. Page
- 1964: Karl H. Beyer Jr., Deborah Doniach, Ivan Roitt, Gordon D. W. Murray, Keith R. Porter
- 1965: Jerome W. Conn, Robert Royston Amos Coombs, Charles E. Dent, Charles Leblond, Daniel J. McCarty, F. Horace Smirk
- 1966: William B. Kannel, Jacques Miller, Jan Gösta Waldenström
- 1967: Julius Axelrod (1970), Harold Copp, Iain Macintyre, Peter J. Moloney, Fraser Mustard, Sidney Udenfriend
- 1968: Bruce Chown, James L. Gowans, George Herbert Hitchings (1988), Jacques Oudin, J. Edwin Seegmiller
- 1969: Frank J. Dixon, Ernest McCulloch, John P. Merrill, Robert B. Salter, Belding Scribner, Mason Sones, Earl Wilbur Sutherland (1971), James Till
- 1970: Vincent P. Dole, Richard Doll, Robert A. Good, Niels Kaj Jerne (1984), Robert Bruce Merrifield (1984)
- 1971: Solomon Aaron Berson, Charles Best, Rachmiel Levine, Frederick Sanger (1958), Donald F. Steiner, Rosalyn Sussman Yalow (1977)
- 1972: Sune Bergström (1982), Britton Chance, Oleh Hornykiewicz, Robert R. Race, Ruth Sanger
- 1973: Roscoe O. Brady, Denis Parsons Burkitt, John Charnley, Kimishige Ishizaka, Teruko Ishizaka, Harold Johns
- 1974: David Baltimore (1975), Hector F. DeLuca, Roger Charles Louis Guillemin (1977), Hans J. Müller-Eberhard, Judah H. Quastel, Andrew Victor Schally (1977), Howard M. Temin (1975)
- 1975: Ernest Beutler, Baruch Samuel Blumberg (1976), Henri G. Hers, Hugh Esmor Huxley, John D. Keith, William T. Mustard
- 1976: Thomas R. Dawber, Godfrey Hounsfield (1979), William B. Kannel, Eugene Kennedy, Georg Klein, George Davis Snell (1980)
- 1977: K. Frank Austen, Cyril Clarke, Jean Dausset (1980), Henry Friesen, Victor Almon McKusick
- 1978: Sydney Brenner, Jean-Pierre Changeux, Donald S. Fredrickson, Samuel O. Freedman, Phil Gold, Edwin Gerhard Krebs (1992), Elizabeth C. Miller, James A. Miller, Lars Terenius
- 1979: James Whyte Black (1988), George F. Cahill Jr., Walter Gilbert (1980), Elwood V. Jensen, Frederick Sanger, Charles Scriver
- 1980: Paul Berg (1980), Irving B. Fritz, Har Gobind Khorana (1968), Efraim Racker, Jesse Roth, Michael Sela
- 1981: Michael Stuart Brown (1985), Wai Yiu Cheung, Joseph Leonard Goldstein (1985), Georges J. F. Köhler (1984), César Milstein (1984), Elizabeth F. Neufeld, Saul Roseman, Bengt Ingemar Samuelsson (1982), Jerry H-C. Wang
- 1982: Gilbert Ashwell, Günter Blobel (1999), Arvid Carlsson (2000), Paul Janssen, Manfred M. Mayer
- 1983: Bruce Ames, Gerald D. Aurbach, John A. Clements, Richard K. Gershon, Donald Henderson, Susumu Tonegawa (1987)
- 1984: John Michael Bishop (1989), Alfred Goodman Gilman (1994), Yuet Wai Kan, Kresimir Krnjevic, Robert Laing Noble, Martin Rodbell (1994), Harold Elliot Varmus (1989)
- 1985: Stanley Cohen (1986), Paul Christian Lauterbur (2003), Raymond U. Lemieux, Mary F. Lyon, Mark Ptashne, Charles Yanofsky
- 1986: Adolfo J. de Bold, Jean-François Borel, James E. Darnell, Peter C. Doherty (1996), T. Geoffrey Flynn, Phillip Allen Sharp (1993), Michael Smith (1993), Harald Sonnenberg, Rolf Zinkernagel (1996)
- 1987: René G. Favaloro, Robert Charles Gallo, Walter Gehring, Eric Kandel (2000), Edward B. Lewis (1995), Luc Montagnier (2008), Michael Rossmann
- 1988: Albert J. Aguayo, Michael Berridge, Thomas R. Cech (1989), Michael Anthony Epstein, Robert Lefkowitz, Yasutomi Nishizuka
- 1989: Mark M. Davis, Jean-Marie Ghuysen, Louis M. Kunkel, Tak W. Mak, Erwin Neher (1990), Bert Sakmann (1990), Ronald G. Worton
- 1990: Francis Collins, Victor Ling, John R. Riordan, Oliver Smithies (2007), Edwin Southern, Edward Donnall Thomas (1990), Lap-Chee Tsui
- 1991: Sydney Brenner (2002), Judah Folkman, Robert Francis Furchgott (1998), David H. MacLennan, Kary Mullis (1993), John E. Sulston (2002)
- 1992: Leland H. Hartwell (2001), Yoshio Masui, Paul Nurse (2001), Richard Peto, Bert Vogelstein, Robert Allan Weinberg
- 1993: Mario Capecchi (2007), Alvin R. Feinstein, Stanley Prusiner (1997), Oliver Smithies (2007), Michel Ter-Pogossian
- 1994: Pamela J. Bjorkman, Tony Hunter, Donald Metcalf, Anthony Pawson, Don Craig Wiley
- 1995: Bruce Alberts, Arthur Kornberg (1959), Roger Tsien (2008)
- 1996: Robert Langer, Barry Marshall (2005), Janet Rowley, James Rothman, Randy Schekman
- 1997: Corey Goodman, Richard O. Hynes, Alfred G. Knudson, Erkki Ruoslahti
- 1998: Giuseppe Attardi, Elizabeth Blackburn (2009), Carol W. Greider (2009), Walter Neupert, Gottfried Schatz
- 1999: Avram Hershko (2004), H. Robert Horvitz (2002), Alexander Varshavsky, Andrew Wyllie
- 2000: Jack Hirsh, Roger D. Kornberg (2006), Robert G. Roeder, Alain Townsend, Emil Unanue
- 2001: Clay Armstrong, Bertil Hille, Roderick MacKinnon (2002), Marc Kirschner
- 2002: Francis Collins (Award of Merit), Philip P. Green, Eric Lander, Maynard V. Olson, John E. Sulston (2002), Craig Venter, Michael Waterman, Robert Waterston, James Watson (Award of Merit) (1962), Jean Weissenbach
- 2003: Richard Axel (2004), Linda B. Buck (2004), Wayne A. Hendrickson, Seiji Ogawa, Ralph M. Steinman (2011)
- 2004: Seymour Benzer, R. John Ellis, Franz-Ulrich Hartl, Arthur Horwich, George Sachs
- 2005: Douglas Coleman, Andrew Z. Fire (2006), Jeffrey M. Friedman, Craig Mello (2006), Brenda Milner, Endel Tulving
- 2006: Ralph L. Brinster, Ronald M. Evans, Alan Hall, Thomas D. Pollard, Joan A. Steitz
- 2007: C. David Allis, Kim Nasmyth, Harry Noller, Dennis J. Slamon, Thomas A. Steitz (2009)
- 2008: Victor Ambros, Harald zur Hausen (2008), Gary Ruvkun, Nahum Sonenberg, Samuel Weiss
- 2009: Richard Losick, Kazutoshi Mori, Lucy Shapiro, Peter Walter, Shinya Yamanaka
- 2010: William A. Catterall, Pierre Chambon, William G. Kaelin Jr., Peter J. Ratcliffe, Gregg L. Semenza
- 2011: Adrian Peter Bird, Howard Cedar, Aharon Razin, Jules A. Hoffmann (2011), Shizuo Akira
- 2012: Jeffrey C. Hall, Michael Rosbash, Michael W. Young, Thomas Jessell, Jeffrey V. Ravetch
- 2013: Harvey J. Alter, Daniel W. Bradley, Michael Houghton (declina premio),[2] Stephen Joseph Elledge, Gregory Winter
- 2014 James P. Allison, Titia de Lange, Marc Feldmann, Ravinder Nath Maini, Harold F. Dvorak y Napoleone Ferrara
- 2015 Lewis C. Cantley, Michael N. Hall, Lynne E. Maquat, Yoshinori Ohsumi, Shimon Sakaguchi
- 2016 Feng Zhang, Jennifer Doudna, Emmanuelle Charpentier, Philippe Horvath, Rodolphe Barrangou
- 2017 Akira Endo, David Julius, Antoine Hakim, Cesar Victora, Lewis E. Kay, Rino Rappuoli, Huda Zoghbi
- 2018 Azim Surani, Edward Boyden, Karl Deisseroth, Peter Hegemann
- 2019 John F. X. Diffley, Ronald Vale, Timothy A. Springer, Bruce Stillman, Susan Band Horwitz[3]
- 2020 Roel Nusse, Rolf Kemler, Mina J. Bissell, Masatoshi Takeichi, Elaine Fuchs
- 2021 Daniel J. Drucker, Joel Francis Habener, Jens Juul Holst, Mary-Claire King[4]
- 2022 Pieter Cullis, John Dick, Katalin Kariko, Drew Weissman, Stuart Orkin
- 2023 Demis Hassabis, John M. Jumper, Bonnie L. Bassler, E. Peter Greenberg, Michael R. Silverman

[actualizar]